# F. Jessie MacWilliams
Florence Jessie Collinson MacWilliams (* 1917 in Stoke-on-Trent; † 27. Mai 1990) war eine britisch-US-amerikanische Mathematikerin, die in Kodierungstheorie arbeitete.
MacWilliams studierte an der Universität Cambridge, wo sie 1938 ihren Bachelor-Abschluss und 1939 ihren Master-Abschluss machte. Danach ging sie mit einem Stipendium an die Johns Hopkins University, wo sie bei Oscar Zariski studierte, dem sie auch 1940 nach Harvard folgte. 1941 heiratete sie, zog ihre drei Kinder groß und arbeitete ab 1958 als Programmiererin an den Bell Laboratories, wo ihr Mann Walter MacWilliams als Ingenieur arbeitete. Um Wissenschaftlerin an den Bell Labs zu werden, promovierte sie 1961 in Harvard (Combinatorial problems of elementary group theory) bei Andrew Gleason. Ihre Dissertation war über Codierungstheorie (ein Thema, für das sie sich nach einem Vortrag von R. C. Bose an den Bell Labs zu interessieren begann) und enthielt die später nach ihr benannte MacWilliams-Identität der Codierungstheorie, die das Gewichtszählpolynom eines Codes mit dem seines dualen Codes in Verbindung bringt. 1983 ging sie bei den Bell Labs in den Ruhestand.
1977 erschien ihr Buch mit Neil Sloane „The Theory of Error Correcting Codes“ bei North-Holland, ein enzyklopädisches Werk mit über 1500 Literaturstellen, das sehr einflussreich für die Kodierungstheorie war.
1980 war sie erster Noether Lecturer. Auch ihre Tochter Ann wurde Mathematikerin und studierte sogar zu derselben Zeit in Harvard, als ihre Mutter dort promovierte.

## Veröffentlichungen
- Combinatorial problems of elementary Abelian groups, Dissertation, 1962
- On the p-rank of the design matrix of a difference set, Madison, Wisconsin : Mathematics Research Center, United States Army, University of Wisconsin, 1967
- The theory of error correcting codes, Amsterdam/New York : North-Holland Publishing Company, 1976, ISBN 0-444-85009-0